# Giáo hoàng Biển Đức XIV
Giáo hoàng Biển Đức XIV (Tiếng La Tinh: Benedictus XIV), còn gọi là Bênêđíctô XIV (31 tháng 3 năm 1675 – 3 tháng 5 năm 1758, tên khai sinh: Prospero Lorenzo Lambertini) là một giáo hoàng, cai quản Giáo hội Công giáo Rôma từ ngày 17 tháng 8 năm 1740 đến ngày 3 tháng 5 năm 1758.
Theo niên giám tòa thánh năm 1806 thì ông đắc cử Giáo hoàng năm 1740 và ở ngôi Giáo hoàng trong 17 năm 8 tháng 6 ngày. Niên giám tòa thánh năm 2003 xác định ông đắc cử Giáo hoàng ngày 17 tháng 8 năm 1740, ngày khai mạc chức vụ mục tử đoàn chiên chúa là ngày 21 tháng 8 và ngày kết thúc triều đại của ông là ngày 3 tháng 5 năm 1758.
Giáo hoàng Biển Đức XIV sinh tại Bologna vào ngày 21 tháng 3 năm 1675. Ông có tên gọi là Prospero Lorenzo Lambertini.

## Cuộc bầu cử
Từ 1701, Prospero Lorenzo Lambertini làm việc trong giáo triều Rôma. Năm 1726 ông được phong chức Hồng y. Năm 1740, cuộc bầu cử người lên kế vị Giáo hoàng Clêmentê XII kéo dài quá lâu (hơn 6 tháng), giữa lúc Hồng y đoàn tỏ ra do dự không biết bầu ai, Hồng y Lambertini đứng lên nói: 
| “            | Nếu quý vị muốn chọn một đấng thánh xin bầu Gotti; nếu quý vị muốn một nhà chính trị xin bầu Aldovrandi; nhưng nếu quý vị muốn một người trung hậu, xin bầu tôi. | ” |
| — Lambertini | |   |

Và Lambertini đã đắc cử. Ngày 17 tháng 8 năm 1740, ông được bầu lên Giáo hoàng, tông hiệu là Biển Đức XIV. Tuy không phải là một Giáo hoàng vĩ đại nhưng ông đã tỏ ra là một Giáo hoàng tốt về phần đời, là một học giả có trình độ cao và là một chuyên gia trong lĩnh vực nghi lễ và quy tắc tôn giáo.

## Cai quản giáo hội
Ông canh tân giáo triều, soạn lại luật bí tích và các luật dòng tu. Cùng với Thánh Leonard, ông truyền bá lòng sùng mộ "Đường Thánh Giá", vận dụng tối đa nghệ thuật nguyện ngắm.
Là một người quân bình và yêu chuộng nghệ thuật, ông đã tiếp nhận công trình chân dung các Giáo hoàng trong Đền thờ Thánh Phaolô ở kinh thành La Mã và tu bổ lại Đại hý trường. Ông có công trùng tu và làm đẹp thêm cho Nhà thờ Đức Bà Cả.
Giáo hoàng Biển Đức XIV đương đầu với vấn đề của trào lưu Khai sáng và thuyết tuyệt đối. Thiết lập những học viện nghiên cứu nền văn minh La Mã và Ki-tô giáo, lịch sử Giáo hội và Phụng vụ. Ông cũng lên án Bè Nhiệm trong Tông chiếu Providas Romanorum và nhà triết học Pháp Voltaire.
Ông viết nhiều sách, trong số đó có cuốn "Luật lệ tuyên bố Chân phước và Hiển thánh" (De servorum Dei beatificatione et canonisatione). Đây là kết quả của một thời kinh nghiệm trong chức vụ điều tra các án Tuyên thánh, mà ông đã đảm nhiệm trước khi lên ngôi Giáo hoàng.
Ông minh định giáo lý về phép Rửa tội cho trẻ em, và tuyên bố là không hợp pháp việc rửa tội cho các trẻ em Do Thái hoặc ngoại giáo khi không có sự ưng thuận của cha mẹ chúng, trừ trường hợp có nguy cơ tử vong.
Vào ngày 3 tháng 12 năm 1740, không lâu sau khi lên ngai tòa Phêrô, Giáo hoàng Biển Đức XIV đã công bố thông điệp "Ubi Primum", về sứ vụ mục tử của các Giám mục. Từ đó, các Giáo hoàng đã dùng cùng hình thức này để đưa ra các giáo huấn về các đề tài liên quan đến thần học, giáo hội và xã hội.
Đối với các thừa sai ở Ấn Độ cũng chia thành giai cấp xã hội, năm 1744 ông nhắc lại lý tưởng Kitô giáo về sự bình đẳng giữa mọi người.
Trong thông điệp "Vix pervenit" (1745) của ông, ông lập lại sự lên án việc cho vay nặng lãi, vì ông lo đừng thấy tiền bạc giữ vai trò trỗi vượt trong kinh tế.
Năm Thánh 1750 được Giáo hoàng Biển Đức XIV nhấn mạnh đến ý nghĩa ăn năn thống hối và đền tội, và giá trị hành hương nằm ở chỗ chiến thắng tội lỗi. Thánh Lêônađô da Porto Maurizio đã cho dựng lên ở giữa hí trường ở kinh thành La Mã một cây thánh giá thật lớn ở giữa với 14 nhà nguyện để làm 14 Chặng đường Thánh giá.

## Vấn đề lễ nghi Trung Hoa
Cuộc tranh luận về lễ nghi Trung Hoa đã kéo dài trên một thế kỷ. Nên khi vừa lên ngôi, Giáo hoàng Biển Đức XIV đã tỏ ra cương quyết phải chấm dứt tận gốc vấn đề. Sau một thời gian tra xét lại tất cả mọi tài liệu, mọi tường trình bênh vực cũng như phản đối.
Ngày 11 tháng 7 năm 1742, ông ban hành tông Chiếu "Ex Quo" loại bỏ tám điểm nới rộng của Thượng phụ Antiokia năm 1721 như chưa bao giờ có, lên án và bác bỏ lễ nghi Trung Hoa vì "không phù hợp với giáo lý Công giáo", phạt vạ tuyệt thông tất cả những ai bất tuân, vạ này chỉ có Giáo hoàng mới tha được, trừ trường hợp nguy tử.
Từ đấy, mọi người đều tuân theo tông chiếu, không ai dám khiếu nại. Các nghi lễ dân tộc nay đã được phép tại Nhật Bản (1936), Trung Hoa (1939) và Việt Nam (1964).

## Giáo phái Jansenius
Bằng một đường lối ôn hòa, Giáo hoàng Biển Đức XIV đã khéo léo dẹp được giáo phái Jansenius. Ông đã tuyên bố việc tuân theo Tông chiếu "Unigenitus" (1713) của cố Giáo hoàng Clêmentê XI là cần thiết, nhưng chỉ chấp nhận việc từ chối ban các bí tích cho kẻ chống đối công khai, tức những người được coi là tội nhân cố chấp và mọi người đều biết.

## Các quốc gia

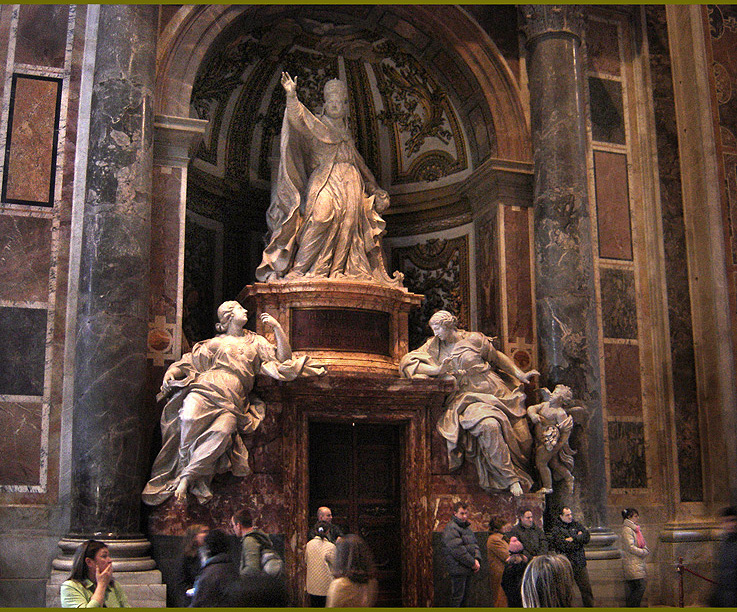
Mộ Giáo hoàng Biển Đức XIV tại Vương cung Thánh đường Thánh Phêrô.

Ông hết sức tế nhị với các vua Bồ Đào Nha, Sardenia và Tây Ban Nha về quyền bảo trợ và bổ nhiệm tại các xứ truyền giáo. Khi đó, vua nước Phổ là Friedrich II Đại Đế thân minh đốc suất đại binh chinh phạt tỉnh Silesia của nước Áo Công giáo (1740). Giáo hoàng kêu gọi binh Thánh giá đánh nhau với "tên Bá tước vùng Brandenburg nghịch đạo" này. Nhà vua nước Phổ thẳng thắn hồi đáp, rằng sẽ bảo vệ quyền lợi của mọi tôn giáo Silesia một khi vua chiếm lĩnh được tỉnh này. Do đó nhiều nước ủng hộ cuộc chinh phạt của người Phổ, thành ra lời hô hào của Giáo hoàng thất baị.
Vua Friedrich II Đại Đế toàn thắng, nhưng ban bố tự do tôn giáo cho giáo dân Công giáo tỉnh Silesia. Chiếu chỉ cao thượng này của vua đã khiến cho Giáo hoàng rất hài lòng. Dòng Tên được thành lập năm 1540 và luôn hăng hái phục vụ Giáo hội. Thái độ cũng như hành động của Dòng Tên đã gây nên nhiều mối hận thù đối với những người chủ trương Pháp giáo (Gallicanisme), giáo phái Jansenius hay các chính trị gia.
Năm 1757, Sebastião José de Carvalho e Melo, Hầu tước Pombal – Thủ tướng của Vương quốc Bồ Đào Nha tố cáo Dòng Tên đủ tội. Họ yêu cầu Giáo hoàng Biển Đức XIV bãi dòng này nhưng không được chấp nhận.
Ông qua đời ngày 3 tháng 5 năm 1758.